# Роста, Миклош
Миклош Роста (венг. Rosta Miklós; род. 14 февраля 1999, Дьёр) — венгерский гандболист, выступает за гандбольный клуб «Динамо Бухарест» и сборную Венгрии по гандболу. Участник летних Олимпийских игр 2024 года.

## Карьера

### Клубная
Миклош Роста играл за венгерский клуб «Дьор» в юношеском возрасте. С 2015 года выступал в составе венгерского клуба первого дивизиона «Татабанья», с которым четыре раза подряд занимал третье место в венгерской лиге. На международном уровне вместе с «Татабаньей» участвовал в розыгрыше Кубка ЕГФ.
С сезона 2019/20 годов Миклош играл за венгерский «Пик». Выигрывал чемпионат Венгрии в 2021 и 2022 годах. В 2022 году в ответном матче финального раунда забил решающий гол на последней секунде и принёс титул чемпиона своему клубу.
Летом 2023 года перешел в клуб первого дивизиона Румынии «Динамо Бухарест», с которым в 2024 году выиграл чемпионат Румынии, а также Кубок Румынии.
Дважды, в 2022 и 2023 годах, признавался лучшим гандболистом Венгрии по итогам календарного года.

### Международная карьера в сборной
Вместе со сборной Венгрии Роста участвовал в чемпионатах Европы 2020 года (9-е место) и 2022 года (15-е место), а также в чемпионате мира 2021 года (5-е место).
В августе 2024 года был включён в состав Венгрии для участия в Олимпийском турнире по гандболу. Сборная Венгрии, сыграв пять матчей не смогла выйти из группы B, а игроки команды завершили участие в турнире.